# Maurice Léturgie
Maurice Léturgie (Lille, 8 de noviembre de 1888 - Tourcoing, 24 de noviembre de 1959) fue un ciclista francés que corrió en los años previos a la Primera Guerra Mundial. A lo largo de su carrera consiguió un decena de victorias entre las que destaca la Scheldeprijs de 1907.

## Palmarés
- 1905
- Roubaix-Béthune-Tourcoing

1906
- Hesdin-Saint-Pol-Hesdin

1907
- Scheldeprijs
- Heuseux-Bastogne-Heuseux
- Paris-Épernay

1908
- Bierwart-La Hulpe

1911
- Tour du Hainaut
- Paris-Épernay

## Resultados al Tour de Francia
- 1911. Abandona (1ª etapa)
- 1912. Abandona (5ª etapa)
- 1912. Abandona (5ª etapa)